# アサイラム (THE BACK HORNのアルバム)
『アサイラム』は、THE BACK HORNの8枚目のフルアルバム。2010年9月15日にDVD付初回限定盤と通常盤の2形態で発売。2014年4月9日に廉価で再発された。

## 収録曲
全作曲・編曲：THE BACK HORN
1. 雷電
作詞：菅波栄純
2. ラフレシア
作詞：菅波栄純
3. 戦う君よ
作詞：菅波栄純
18thシングル。
4. 再生
作詞：岡峰光舟
5. 羽衣
作詞：山田将司
6. 海岸線
作詞：菅波栄純
7. ペルソナ
作詞：山田将司
8. 太陽の仕業
作詞：松田晋二
9. 閉ざされた世界
作詞：菅波栄純
19thシングル。
10. 汚れなき涙
作詞：松田晋二
11. パレード
作詞：山田将司

## DVD
1. 戦う君よ (ビデオクリップ)
2. 戦う君よ [葛藤編] (ビデオクリップ)
3. 戦う君よ [狂乱編] (ビデオクリップ)
4. 戦う君よ [妄執編] (ビデオクリップ)
5. 戦う君よ [鬱屈編] (ビデオクリップ)
6. 閉ざされた世界 (ビデオクリップ)
7. レコーディングドキュメント)